# Mivisa
MIVISA (acrónimo de Miguel Vivancos, S. A.) fue un fabricante de envases metálicos destinados para su uso en la industria alimentaria conservera. Desde 2013 a 2021 opera bajo el nombre Crown Food España, tras la compra de la empresa por Crown Holdings. Desde 2021 opera bajo el nombre de Eviosys, tras la compra por el fondo KPS Partners. En 2024 Evyosys fue adquirida por Sonoco Products Company, y en los próximos meses pasará a operar con esa marca.

## Historia
En 1972 Miguel Vivancos Martínez, funda en Murcia, España la empresa Vivancos nombre que más tarde cambiaría a MIVISA.
El crecimiento le permitió a la empresa instalar fábricas en Aldeanueva de Ebro, La Rioja en 1989 , Extremadura en 1993, en Murcia una 2ª en 1995, en Galicia en 1997 y finalmente en Asturias en el 2002.
Debido a una decisión personal  Miguel Vivancos Martínez decide vender en 2001 la empresa a las sociedades de capital riesgo PAI Partners y Suala Capital, entonces presidida por Ana Botín por 213 millones de euros.
Durante 2004 la empresa es adquirida por CVC Capital Partners por 527,5 millones de euros la cual posteriormente la vende en 900 millones de euros a Blackstone y N+1-Mercapital en 2011 .
En octubre de 2013, Crown Holdings anunció el rescate de la empresa de envasado español Mivisa Envases al comprarla a Blackstone por 1 200 millones de euros. Lone Star, Platinum y Onex pujan por Mivisa a precio de saldo tras el ‘no’ de CVC
Los fondos ofrecen un 25% menos que los 2.000 millones tasados, ref Cincodias.es 2021
En el mes de abril de 2021 Crown Food España fue adquirida junto al resto de empresas de Crown Holding ubicadas en Europa, Oriente Medio y África por el fondo de private equity KPS Partners.